# Gorze
Gorze est une commune française située dans le département de la Moselle en région Grand Est, connue pour son aqueduc romain du Ier siècle qui alimentait Metz et son abbaye bénédictine fondée au VIIIe siècle, foyer majeur du chant messin, futur chant grégorien.

## Géographie
Gorze est située à vingt kilomètres au sud-ouest de Metz et est entourée de forêts préservées au cœur du parc naturel régional de Lorraine.
| Tronville (Meurthe-et-Moselle)          | Rezonville-Vionville                                                                                         | Ars-sur-Moselle     |
| Chambley-Bussières (Meurthe-et-Moselle) | Gorze | Ancy-Dornot         |
| Onville (Meurthe-et-Moselle)            | Vandelainville (Meurthe-et-Moselle), Bayonville-sur-Mad (Meurthe-et-Moselle), Arnaville (Meurthe-et-Moselle) | Novéant-sur-Moselle |

### Hydrographie
La commune est située dans le bassin versant du Rhin au sein du bassin Rhin-Meuse. Le village est logé au creux du vallon du ruisseau de Gorze, alimenté par de nombreuses sources du vallon et qui va se jeter dans la Moselle, quelque six kilomètres en aval. Elle est drainée également part le ruisseau de Parfond Val.
Le ruisseau de Gorze, d'une longueur totale de 18,4 km, prend sa source dans la commune de Rezonville-Vionville et se jette  dans la Moselle à Novéant-sur-Moselle, après avoir traversé cinq communes.

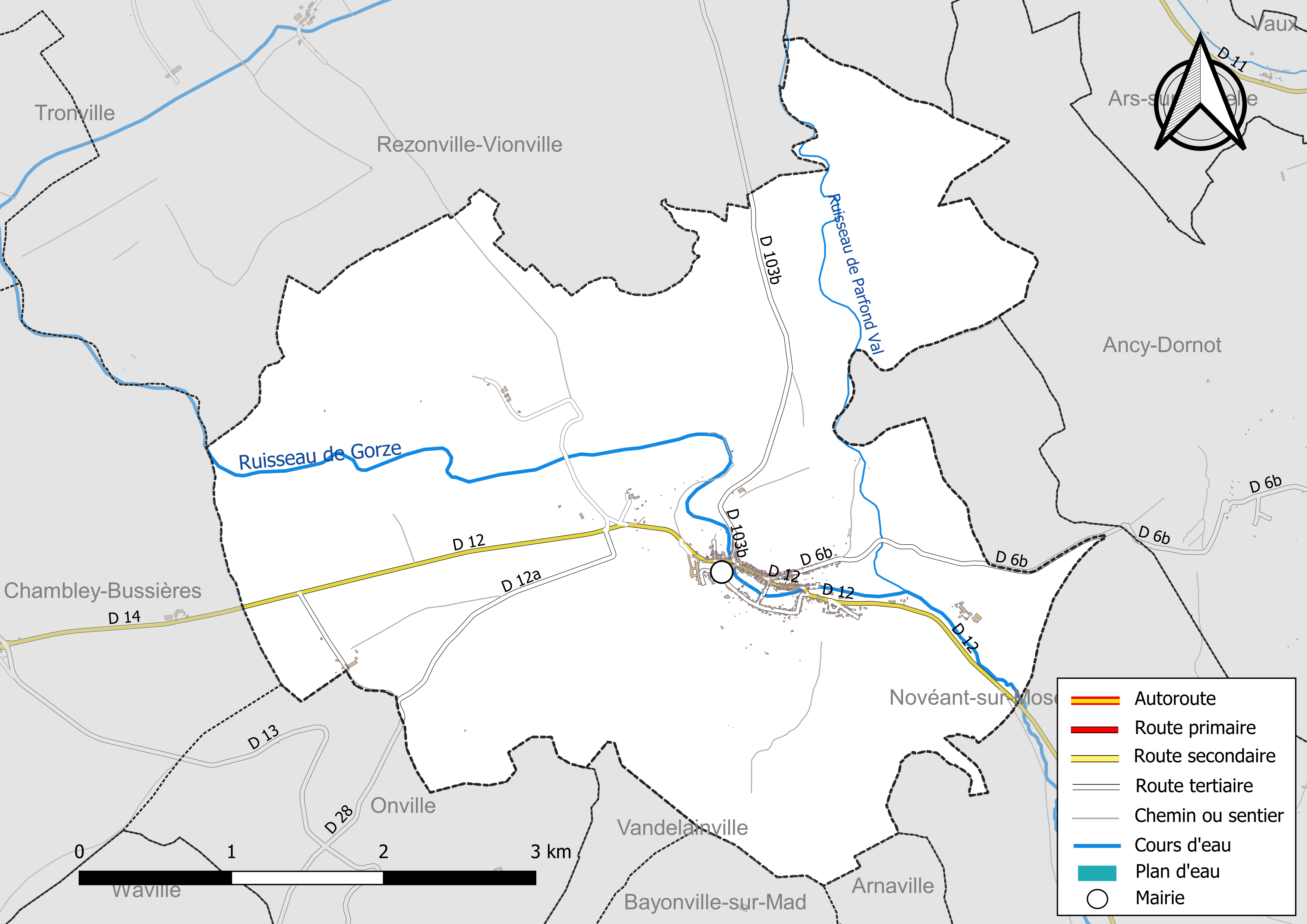
Réseaux hydrographique et routier de Gorze.

La qualité des eaux des principaux cours d’eau de la commune, notamment du ruisseau de Gorze, peut être consultée sur un site dédié géré par les agences de l’eau et l’Agence française pour la biodiversité.

### Climat
Pour des articles plus généraux, voir Climat du Grand Est et Climat de la Moselle.
En 2010, le climat de la commune est de type climat des marges montargnardes, selon une étude du Centre national de la recherche scientifique s'appuyant sur une série de données couvrant la période 1971-2000. En 2020, Météo-France publie une typologie des climats de la France métropolitaine dans laquelle la commune est exposée à un climat semi-continental et est dans la région climatique  Lorraine, plateau de Langres, Morvan, caractérisée par un hiver rude (1,5 °C), des vents modérés et des brouillards fréquents en automne et hiver.
Pour la période 1971-2000, la température annuelle moyenne est de 9,4 °C, avec une amplitude thermique annuelle de 16,5 °C. Le cumul annuel moyen de précipitations est de 782 mm, avec 12,2 jours de précipitations en janvier et 9,2 jours en juillet. Pour la période 1991-2020, la température moyenne annuelle observée sur la station météorologique de Météo-France la plus proche, « Metz-Frescaty », sur la commune d'Augny à 9 km à vol d'oiseau, est de 11,1 °C et le cumul annuel moyen de précipitations est de 713,5 mm. 
La température maximale relevée sur cette station est de 39,7 °C, atteinte le 25 juillet 2019 ; la température minimale est de −23,2 °C, atteinte le 17 février 1956,,.
Les paramètres climatiques de la commune ont été estimés pour le milieu du siècle (2041-2070) selon différents scénarios d'émission de gaz à effet de serre à partir des nouvelles projections climatiques de référence DRIAS-2020. Ils sont consultables sur un site dédié publié par Météo-France en novembre 2022.

## Urbanisme

### Typologie
Au 1er janvier 2024, Gorze est catégorisée bourg rural, selon la nouvelle grille communale de densité à sept niveaux définie par l'Insee en 2022.
Elle est située hors unité urbaine. Par ailleurs la commune fait partie de l'aire d'attraction de Metz, dont elle est une commune de la couronne,. Cette aire, qui regroupe 245 communes, est catégorisée dans les aires de 200 000 à moins de 700 000 habitants,.

### Occupation des sols
L'occupation des sols de la commune, telle qu'elle ressort de la base de données européenne d’occupation biophysique des sols Corine Land Cover (CLC), est marquée par l'importance des forêts et milieux semi-naturels (57,3 % en 2018), une proportion identique à celle de 1990 (57,3 %). La répartition détaillée en 2018 est la suivante : 
forêts (57,3 %), terres arables (28,9 %), zones agricoles hétérogènes (10,2 %), zones urbanisées (2 %), prairies (1,6 %). L'évolution de l’occupation des sols de la commune et de ses infrastructures peut être observée sur les différentes représentations cartographiques du territoire : la carte de Cassini (XVIIIe siècle), la carte d'état-major (1820-1866) et les cartes ou photos aériennes de l'IGN pour la période actuelle (1950 à aujourd'hui).

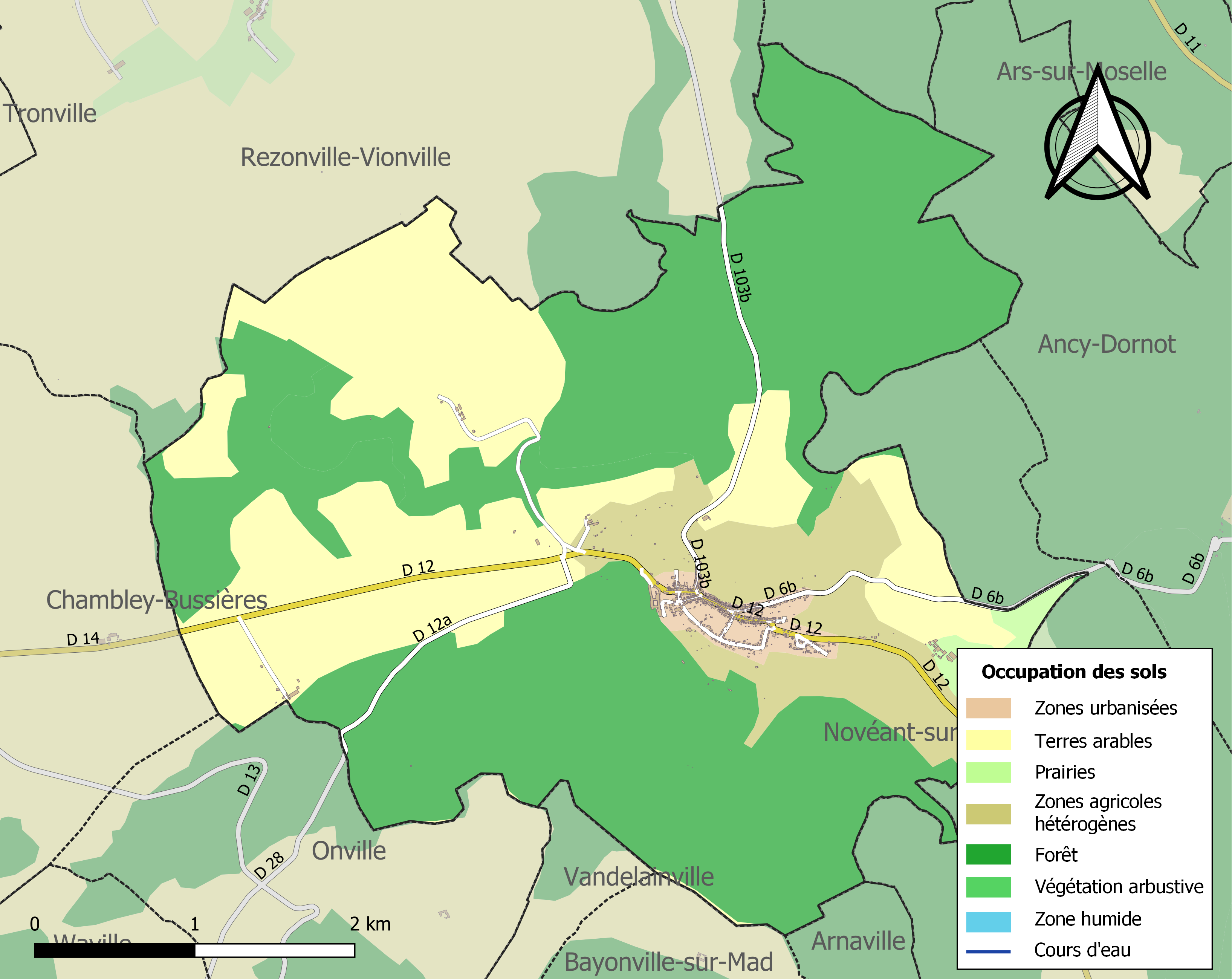
Carte des infrastructures et de l'occupation des sols de la commune en 2018 (CLC).

## Toponymie
- Gorzia (748, 761, 773, 788, 815, 973, 976, 982), Archipresbyteratus de Gorzia (1539), Gorze (1793), Gorz (1915–1918), Gorschen (1940–1944).

- Du gaulois gortia « haie vive, broussailles », mais peut aussi désigner une châtaigneraie.
- Une gorse est une orée, ou une haie autour d'un champ[16].

### Sobriquet
Surnom sur les habitants : Lés wahhs-chins (les chiens verts), car l’entrée de la petite place de l’hôtel de ville aurait été gardée anciennement par deux grands chiens de bronze.

## Histoire
Au Ier siècle, les sources de Gorze furent captées par les Romains pour alimenter Divodorum en eau à l'aide d’un aqueduc allant de Gorze à Metz, long de 22 km et dont on peut encore admirer quelques arches de la partie aérienne, de part et d'autre de la Moselle à Jouy-aux-Arches et Ars-sur-Moselle.
En 749, l’évêque de Metz Chrodegang fonde l’abbaye de Gorze. Elle devient un foyer majeur du chant liturgique qui se répand dans le monde, alors appelé chant messin, par la suite qualifié de chant grégorien.
Les souverains carolingiens Pépin, Charles et Louis munirent l´abbaye de donations dans les ans 751, 761, 773, 788 et 815 (Cartul. Gorze p. 109, Reg.Imp. I.,93,154,294,579).
L'abbaye est réformée en 934 par Jean de Vandières à la demande d’Adalbéron Ier de Metz. Otton Ier octroie par la suite des diplômes à l'abbaye de Gorze, notamment les domaines de Varangéville, Vanault ou Moivrons.
Les religieux répandent la culture et le savoir-faire de la vigne dans la région, dans le Pays messin jusqu'à Rombas.
Entre le XIIe et XIIIe siècles, est construite l’église Saint-Étienne, le plus ancien édifice gothique de Lorraine.
Au XVIe siècle, l’abbaye est dévastée et sécularisée.

Plan de Gorze (1787).

Chef-lieu de canton entre 1790 et 1871 dans l'ancien département de la Moselle, puis de 1919 à 1950 dans le nouveau département de la Moselle. En 1950, le chef-lieu du canton de Gorze est transféré à Ars-sur-Moselle.

### Terre de Gorze
La terre de Gorze est une ancienne seigneurie. Composée de trente hautes justices, elle formait le domaine de l’abbaye bénédictine Saint-Gorgon de Gorze. Forte de plus de vingt villages, son origine remontait à l’aube des temps carolingiens.
Les villages que comprenait la terre de Gorze étaient les suivants :
- le bourg[18] de Gorze[19] avec les trois fiefs du château[20] Sainte-Catherine[21], de la cense[22] d’Auconville[19] et de celle[23] de Labauville[19] ;
- un tiers d’Arnaville[19] ;
- le village de Bagneux, près de Vernéville[24] ;
- celui[25] de Champs, près d’Hagéville[19] ;
- celui[26] de Dampvitoux[19] avec le fief du château[27] de Marimbois[19] ;
- la chapelle et le hameau[28] de Dornot[19], près d’Ancy (auj. Ancy-sur-Moselle) ;
- deux tiers[19] du village d’Hagéville[29] ;
- celui de Jonville (auj. Jonville-en-Woëvre)[30], indivis avec la Lorraine[19] ;
- le moulin de Lannoy[Où ?] ;
- Moivrons[19] ;
- Moncheux-la-Grande (en partie[31]) ;
- Morville (auj. Morville-lès-Vic)[19],[32] ;
- le village[33] de Novéant (auj. Novéant-sur-Moselle)[19] avec la ferme[34] de Voisage, près d’Arry[21] ;
- la moitié[35] d’Olley ;
- le village[36] d’Onville[35] ;
- celui[37] d’Ornel, près de Foameix[35] ;
- celui[38] de Rezonville[35] ;
- Saint-Julien (auj. Saint-Julien-lès-Gorze)[35],[39] ;
- Saint-Marcel[35] avec la cense et fief de la ferme et du château de Villers-aux-Bois[40] ;
- le village[41] de Sponville[35] ;
- celui[42] de Tronville[21] ;
- un tiers[21] de celui de Villecey (auj. Villecey-sur-Mad)[43] avec la ferme[44] de la Grange-en-Haye[19] ;
- le village[45] de Vionville[21] ;
- celui[46] de Waville[21] avec le Petit-Moulin[47].

Le village de Chambley, appartenant au duché de Lorraine, était enclavé dans la terre de Gorze.
Au XVIe siècle, les rois de France reconnaissent l’abbé et la terre de Gorze comme leurs alliés : Henri II dès avril 1559 avec le traité du Cateau-Cambrésis puis Henri IV en mai 1598 avec le traité de Vervins.
Le 5 décembre 1572, le cardinal Charles de Lorraine, abbé commendataire de Gorze, obtient du pape Grégoire XIII la sécularisation de l’abbaye et de la terre de Gorze,.
 Par un édit du mois d’août 1634, Louis XIII crée la prévôté de Gorze, une prévôté dont le siège est à Gorze, dont la terre de Gorze est le ressort et qui relève du bailliage de Metz. L’entrée en vigueur de cet édit est différée : il n’est envoyé au parlement de Metz qu’à la fin de l’année 1640 et la cour souveraine ne l’enregistre que le 21 février 1641.
Le 28 février 1661, le traité de Vincennes rattache la terre de Gorze à la France.
Les cinq villages d’Arnaville, Hagéville, Jonville (auj. Jonville-en-Woëvre), Olley et Vilcey (auj. Vilcey-sur-Trey) ne relevaient qu’en partie de la terre de Gorze. L’article 10 du traité de Paris du 21 janvier 1718 les répartit entre la France et la Lorraine : Hagéville, Jonville et Vilcey vont, en entier, à la France ; Arnaville et Olley, en entier, à la Lorraine.
La Maison de la Terre de Gorze, musée d’art et d’histoire, est centré sur l’ancienne seigneurie abbatiale,.

## Politique et administration
| Période                                  | Période  | Identité         | Étiquette | Qualité                                             |
| ---------------------------------------- | -------- | ---------------- | --------- | --------------------------------------------------- |
| maire en 1837                            | ?        | M. Gillon        |           | Conseiller d'arrondissement puis conseiller général |
| mars 1989                                | 2014     | Jacques Hoffmann |           |                                                     |
| 2014                                     | En cours | Frédéric Levée   | DVD       | Retraité                                            |
| Les données manquantes sont à compléter. |          |                  |           |                                                     |

Édifices civils
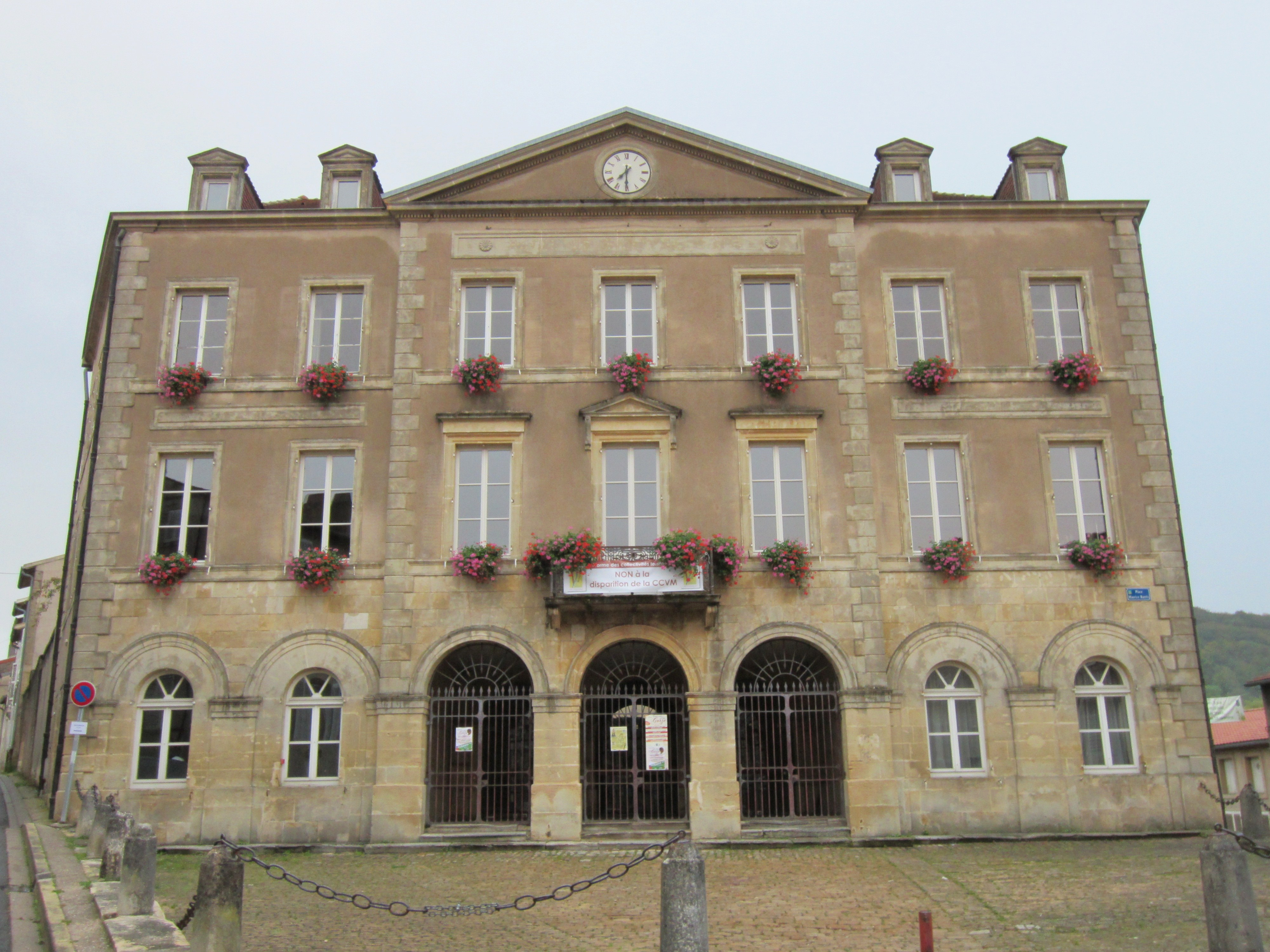
Ancien hôtel de ville.
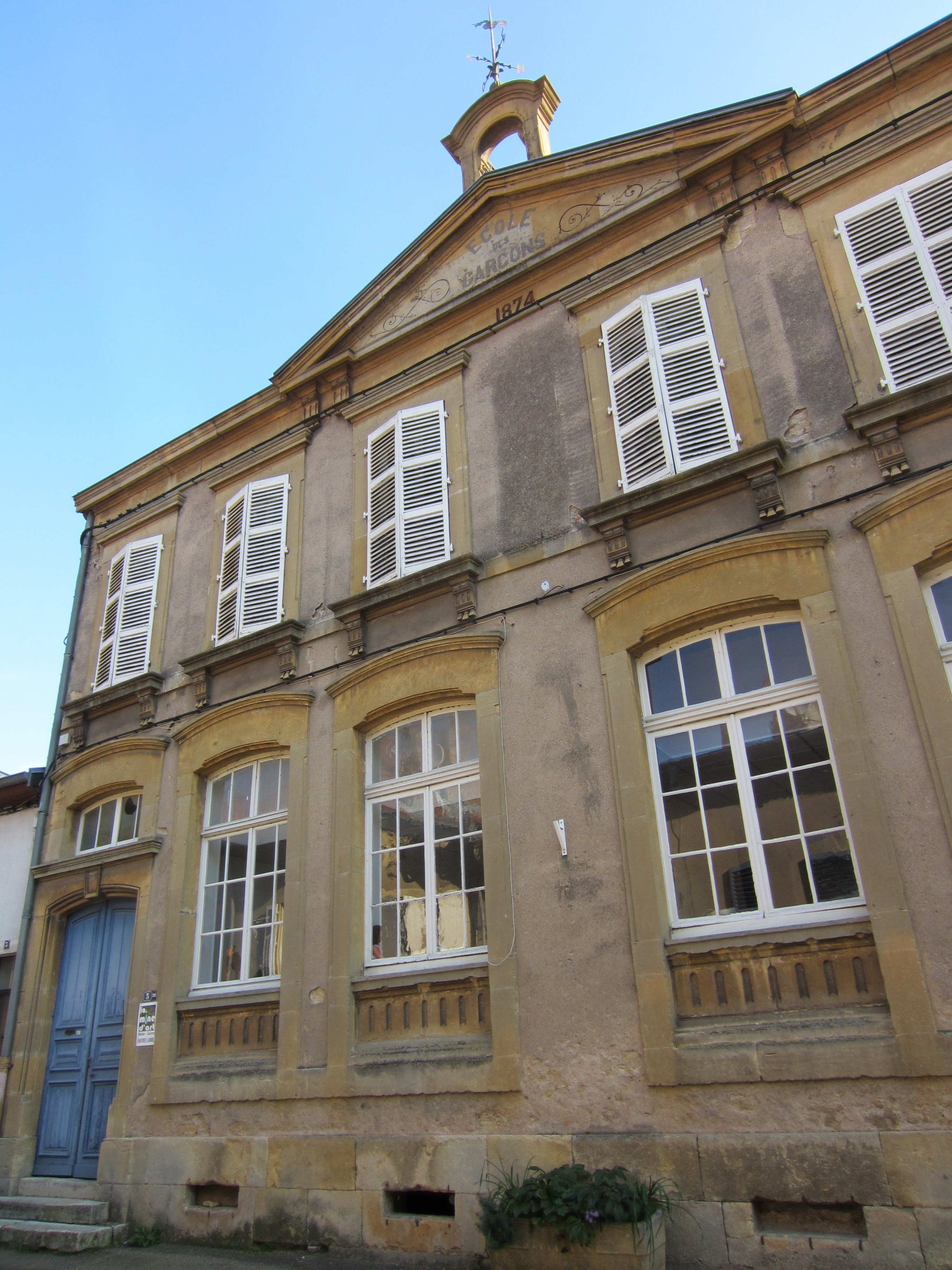
Ancienne école.
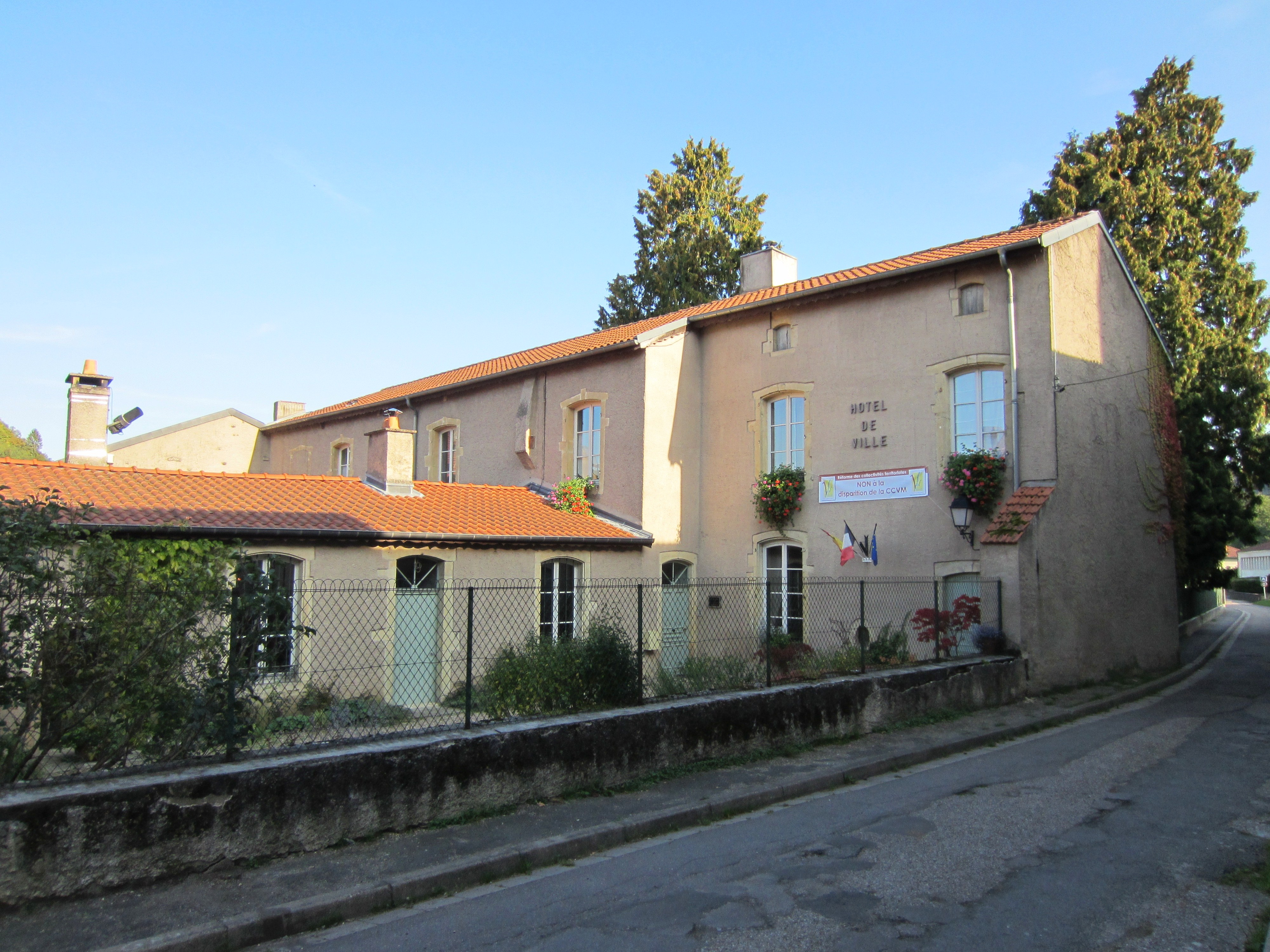
Hôtel de ville.

## Démographie
L'évolution du nombre d'habitants est connue à travers les recensements de la population effectués dans la commune depuis 1793. Pour les communes de moins de 10 000 habitants, une enquête de recensement portant sur toute la population est réalisée tous les cinq ans, les populations de référence des années intermédiaires étant quant à elles estimées par interpolation ou extrapolation. Pour la commune, le premier recensement exhaustif entrant dans le cadre du nouveau dispositif a été réalisé en 2008.

En 2022, la commune comptait 1 133 habitants, en évolution de −3,66 % par rapport à 2016 (Moselle : +0,52 %, France hors Mayotte : +2,11 %).
| 1793  | 1800  | 1806  | 1821  | 1836  | 1841  | 1861  | 1866  | 1871  |
| ----- | ----- | ----- | ----- | ----- | ----- | ----- | ----- | ----- |
| 1 589 | 1 535 | 1 568 | 1 535 | 1 800 | 1 810 | 1 853 | 1 774 | 1 529 |

| 1875  | 1880  | 1885  | 1890  | 1895  | 1900  | 1905  | 1910  | 1921 |
| ----- | ----- | ----- | ----- | ----- | ----- | ----- | ----- | ---- |
| 1 493 | 1 416 | 1 451 | 1 326 | 1 212 | 1 216 | 1 221 | 1 208 | 807  |

| 1926 | 1931 | 1936  | 1946 | 1954  | 1962  | 1968  | 1975  | 1982  |
| ---- | ---- | ----- | ---- | ----- | ----- | ----- | ----- | ----- |
| 837  | 958  | 1 036 | 874  | 1 092 | 1 203 | 1 122 | 1 204 | 1 254 |

| 1990  | 1999  | 2006  | 2008  | 2013  | 2018  | 2022  | - | - |
| ----- | ----- | ----- | ----- | ----- | ----- | ----- | - | - |
| 1 389 | 1 392 | 1 278 | 1 242 | 1 198 | 1 158 | 1 133 | - | - |

## Culture locale et patrimoine

### Lieux et monuments
- Bassin de l'aqueduc de Jouy-aux-Arches ;
- Maison de l'histoire de la Terre de Gorze, rue de l'Église : ce musée, centré sur l'histoire de la seigneurie abbatiale de Gorze, présente des reproductions de manuscrits du XIVe siècle (légende de saint Clément), des pièces d'histoire locale et deux diaporamas consacrés à l'aqueduc romain et à la vie monastique.
- Souterrain entre l’ancienne abbaye et le Bois-le-Prêtre. Ce trou est une cavité naturelle créée par la rupture de la roche. Elle est composée d’un puits de 7 mètres de profondeur et d’un boyau long de 40 mètres fait de deux galeries disposées en vis-à-vis.
- Ancien hôtel de ville, bel édifice du XIXe siècle. Halle publique à l'origine, il était la propriété de l'abbé. Pendant la Révolution, il abrita les assemblées populaires et les locaux de sûreté, toujours visibles sous la cour. Au début du XIXe siècle le maire Joseph Louis-Anne de Marionnelz y fonde un collège. Le bâtiment, remanié en 1844, accueille le commissariat de police, le conseil municipal et le tribunal cantonal (jusqu'en 1871). Il connut ensuite des fortunes diverses et de nombreux occupants, y compris la recette postale. Actuellement il abrite les associations de Gorze.

#### Édifices religieux

Édifices religieux
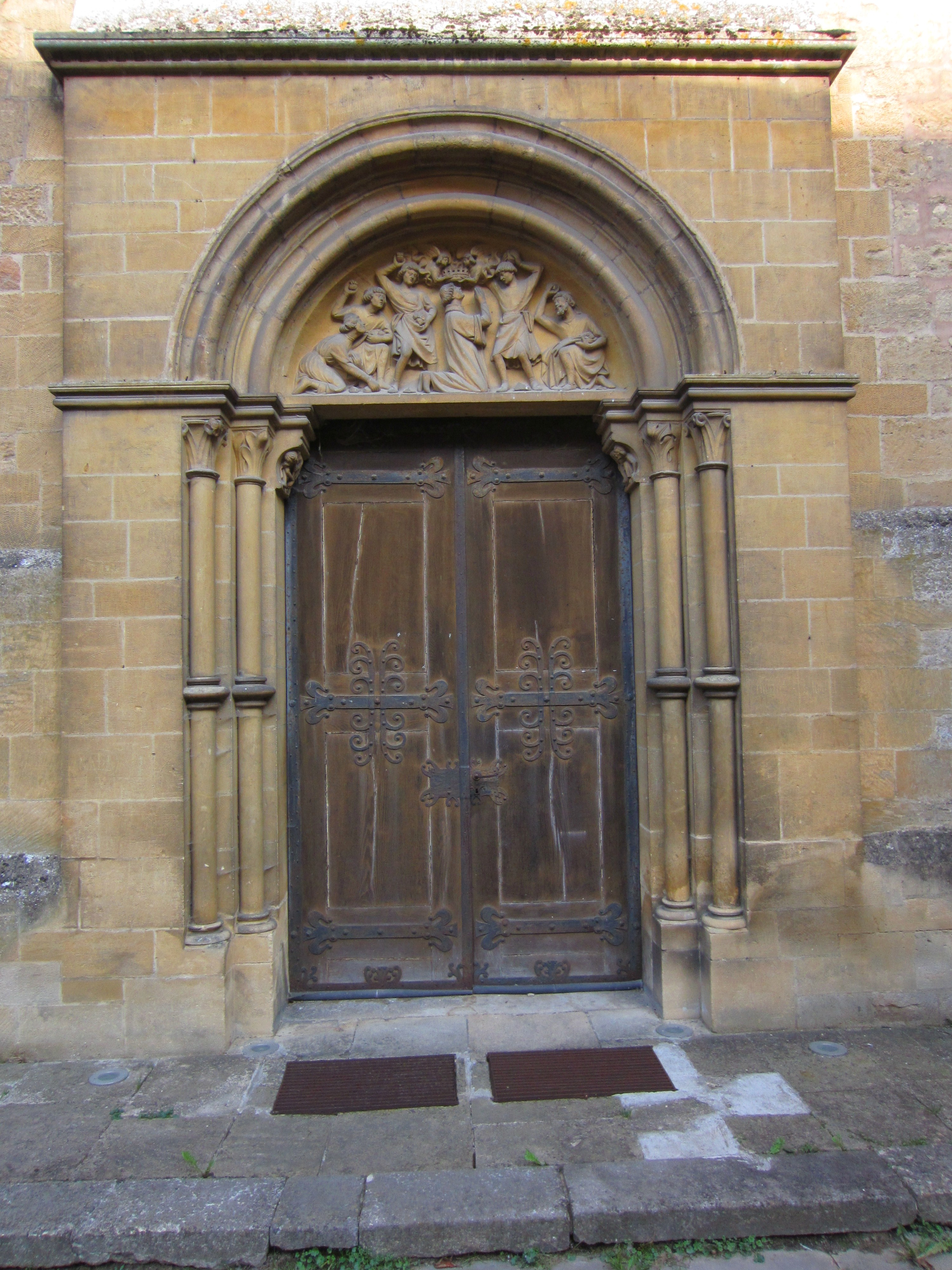
Porte de la collégiale Saint-Étienne.
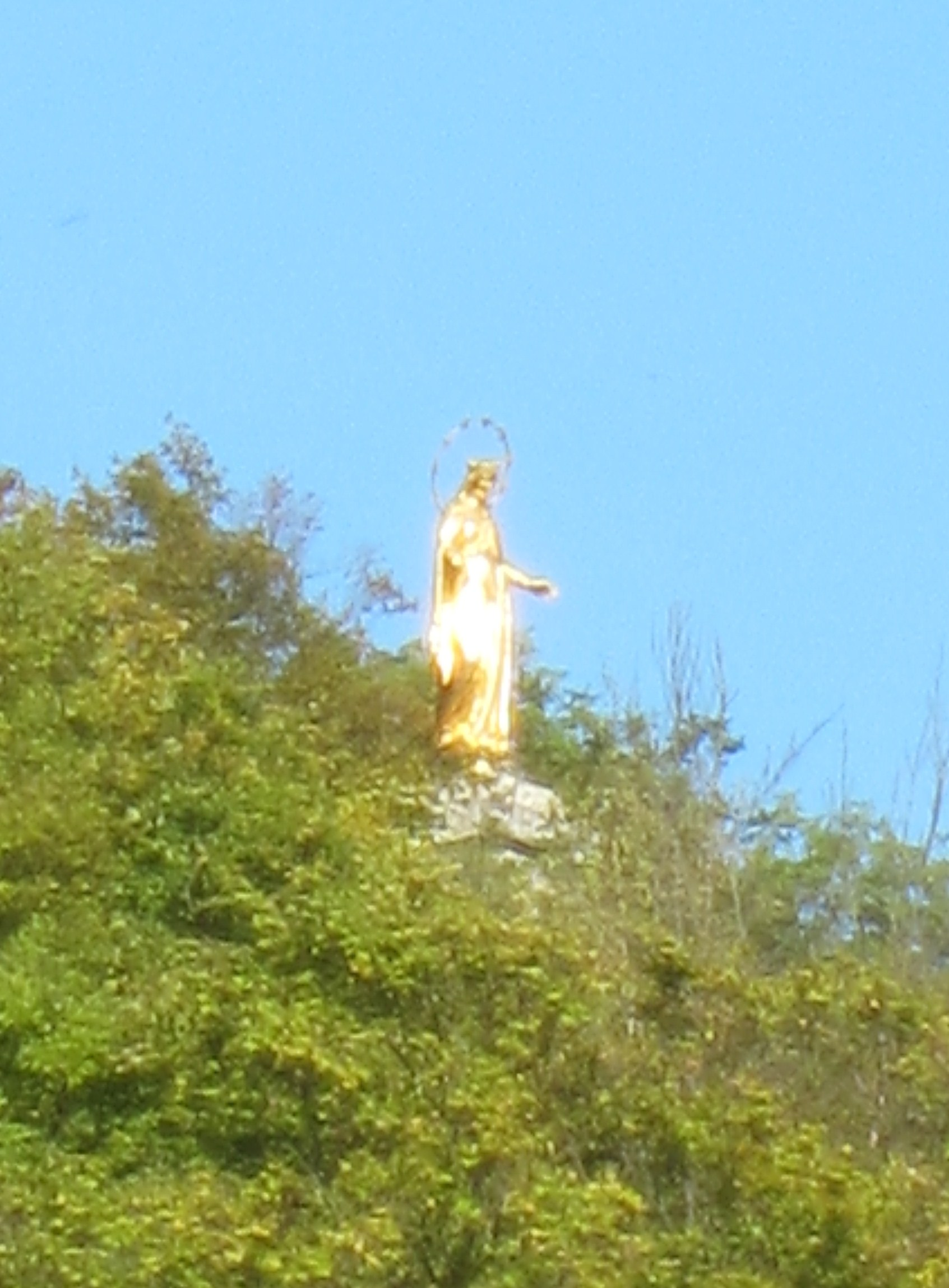
Statue de la Vierge.
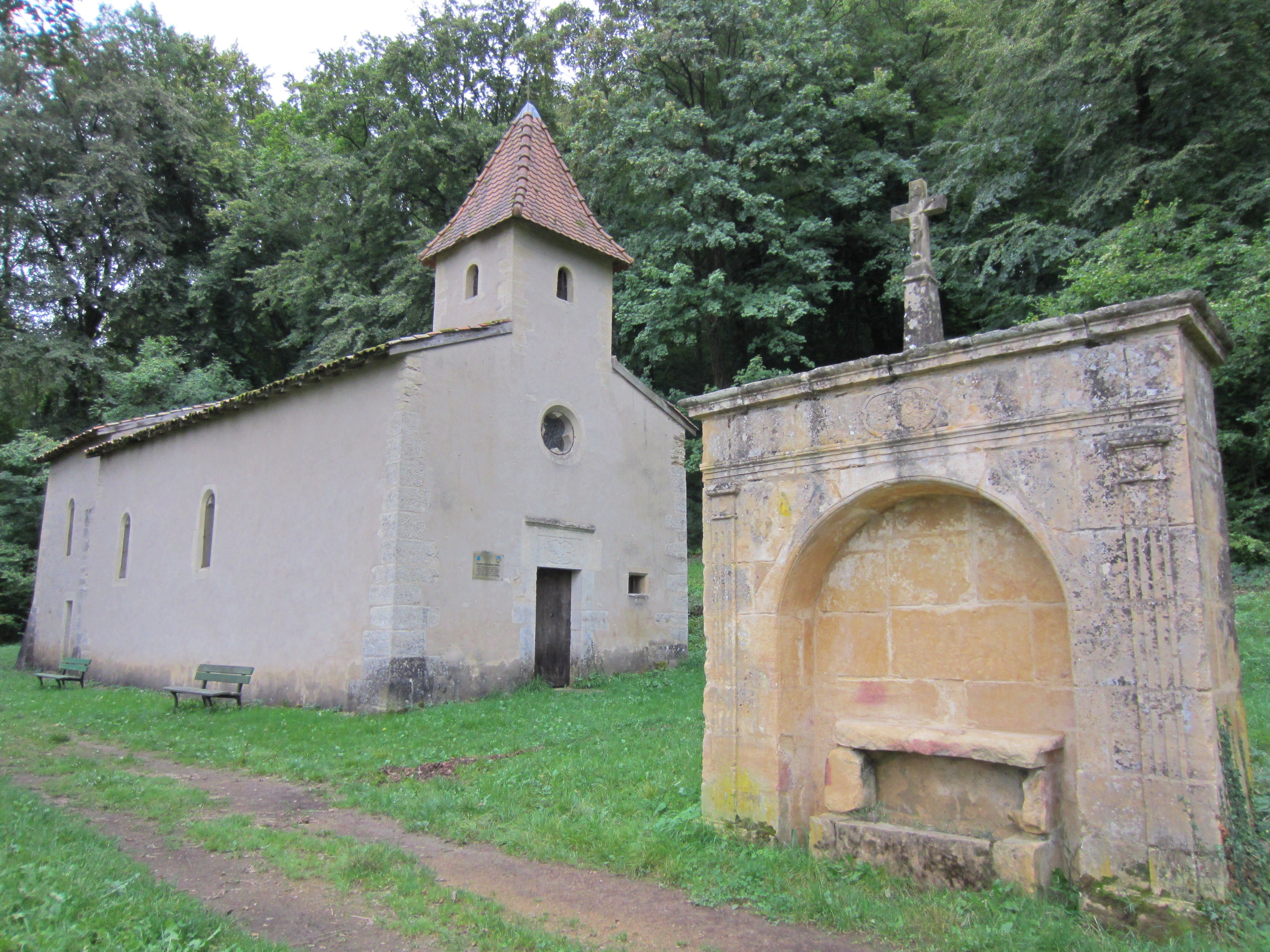
Chapelle Saint-Clément.
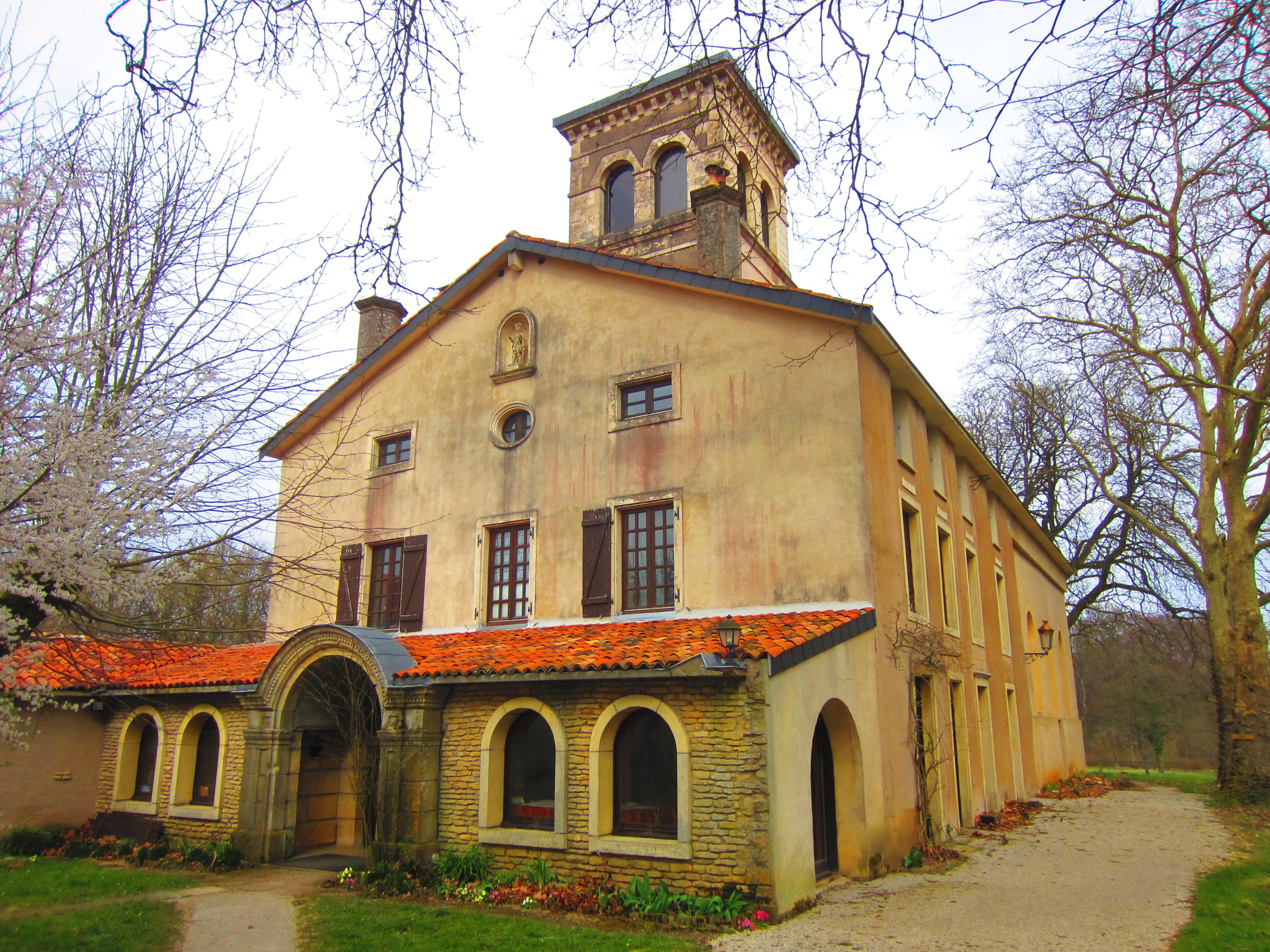
Prieuré Saint-Thiébault.
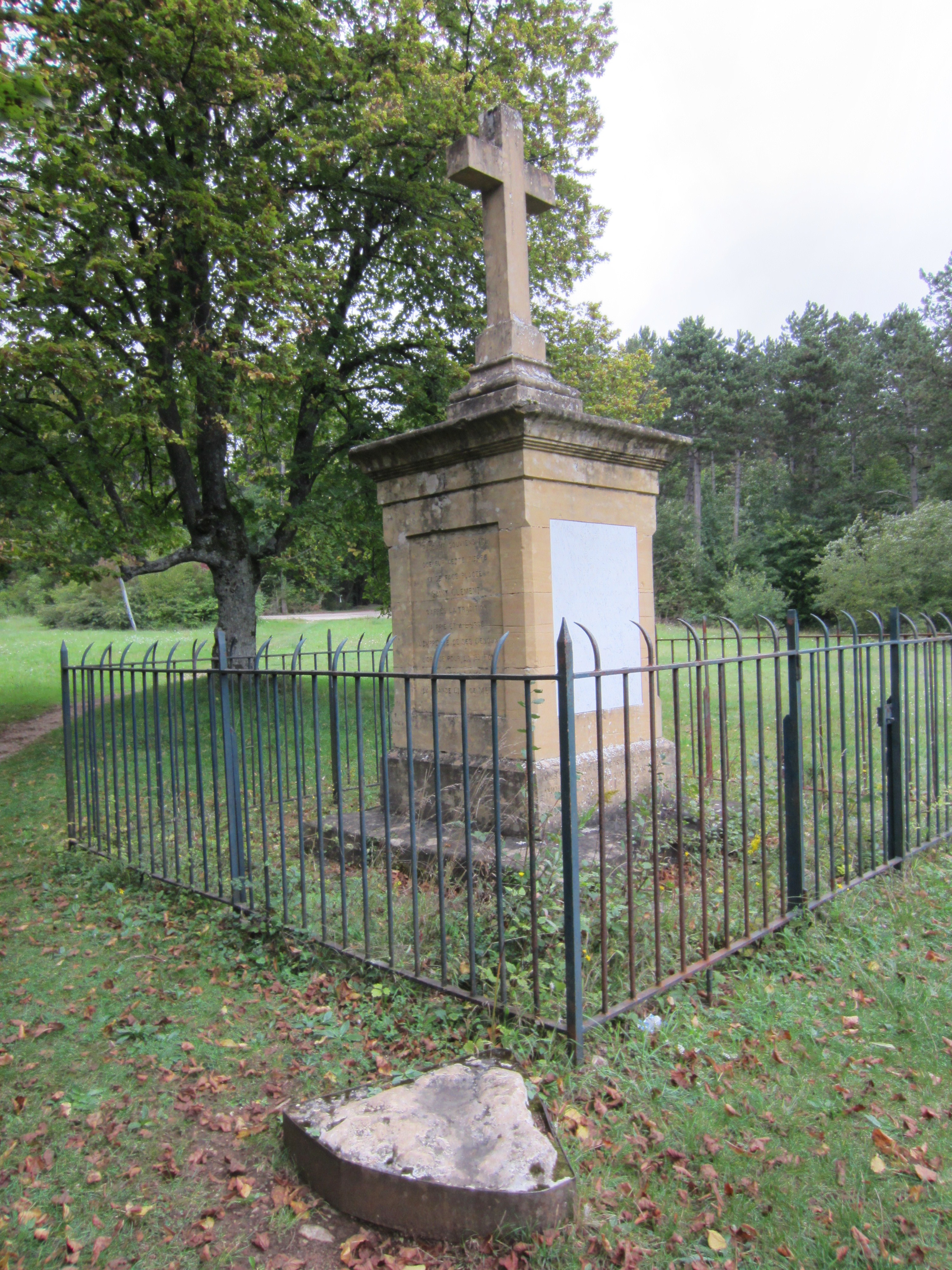
Croix Saint-Clément.

- collégiale Saint-Étienne du XIe siècle ; restaurée aux XIXe et XXe siècles : clocher central bulbé XIIIe siècle, porte royale, porche et tympan du Jugement dernier XIIe siècle, extérieur roman, intérieur gothique (oculus) ; grand christ en bois attribué à Ligier Richier XVIe siècle, boiseries du chœur XVIIIe siècle. L'église abbatiale est classée au titre des monuments historiques par arrêté du 16 février 1886[62].
- abbaye de Gorze, ancienne abbatiale détruite au XVIe siècle ;
- ancien palais abbatial du XVIIe siècle (construit de 1696 à 1699) ; par l’abbé Philippe Eberhardt de Löwenstein de Bavière[63]. Au XVIIIe siècle, le palais abbatial a été mis à la disposition de parlementaires messins pour de grandes fêtes. Chapelle baroque XVIIIe siècle. Le palais est vendu comme bien national en 1792. En 1811, le département de la Moselle achète le château pour y installer son dépôt de mendicité. Travaux d’aménagement et d'agrandissement. En 1813, le palais sert d’hôpital militaire. En 1816, il devient caserne de cavalerie. En 1828, annexe de l’hospice Saint-Nicolas de Metz[64]. La congrégation des Filles de la Charité de Strasbourg s’y installe en 1886. La porte d'entrée, les escaliers, les terrasses et les murs de soutènement décorés de fontaines sont classés au titre des monuments historiques par arrêté du 21 septembre 1932. Les parties anciennes du palais abbatial en totalité, le sol de la cour et le sol de ses jardins sont à leur tour classés par arrêté du 9 mai 2006[65].

Palais abbatial
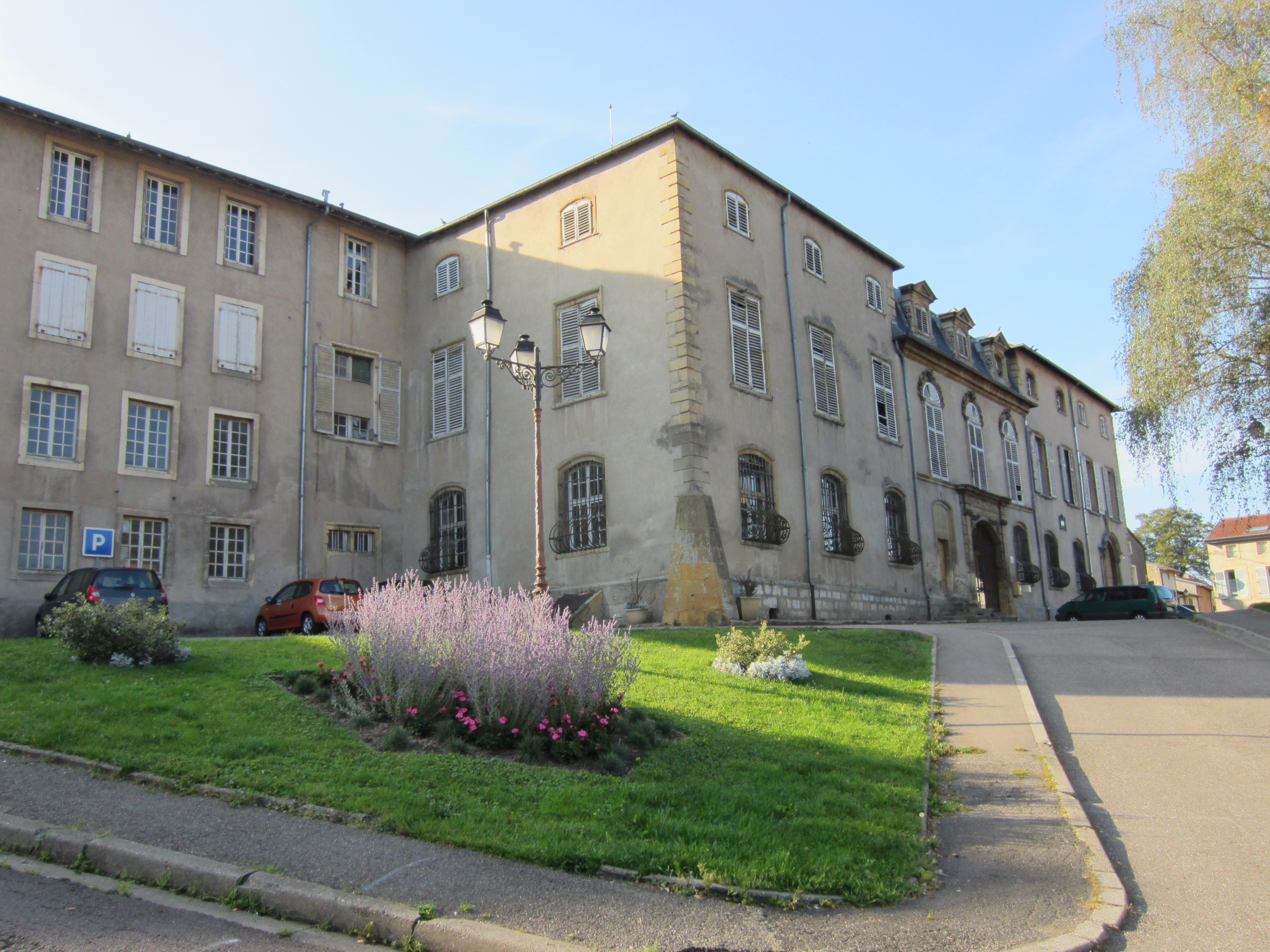
Le palais abbatial.
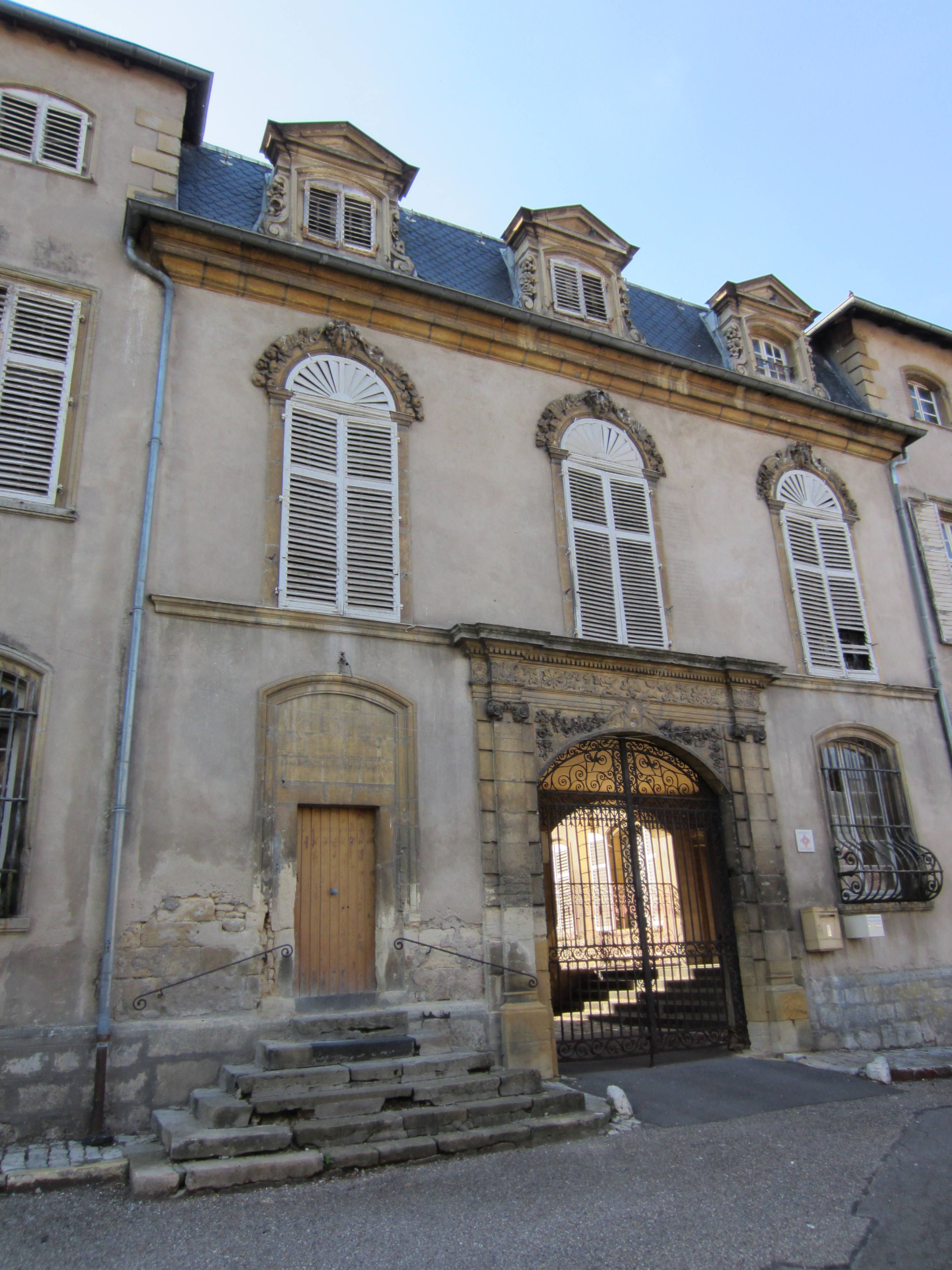
Entrée du palais abbatial.
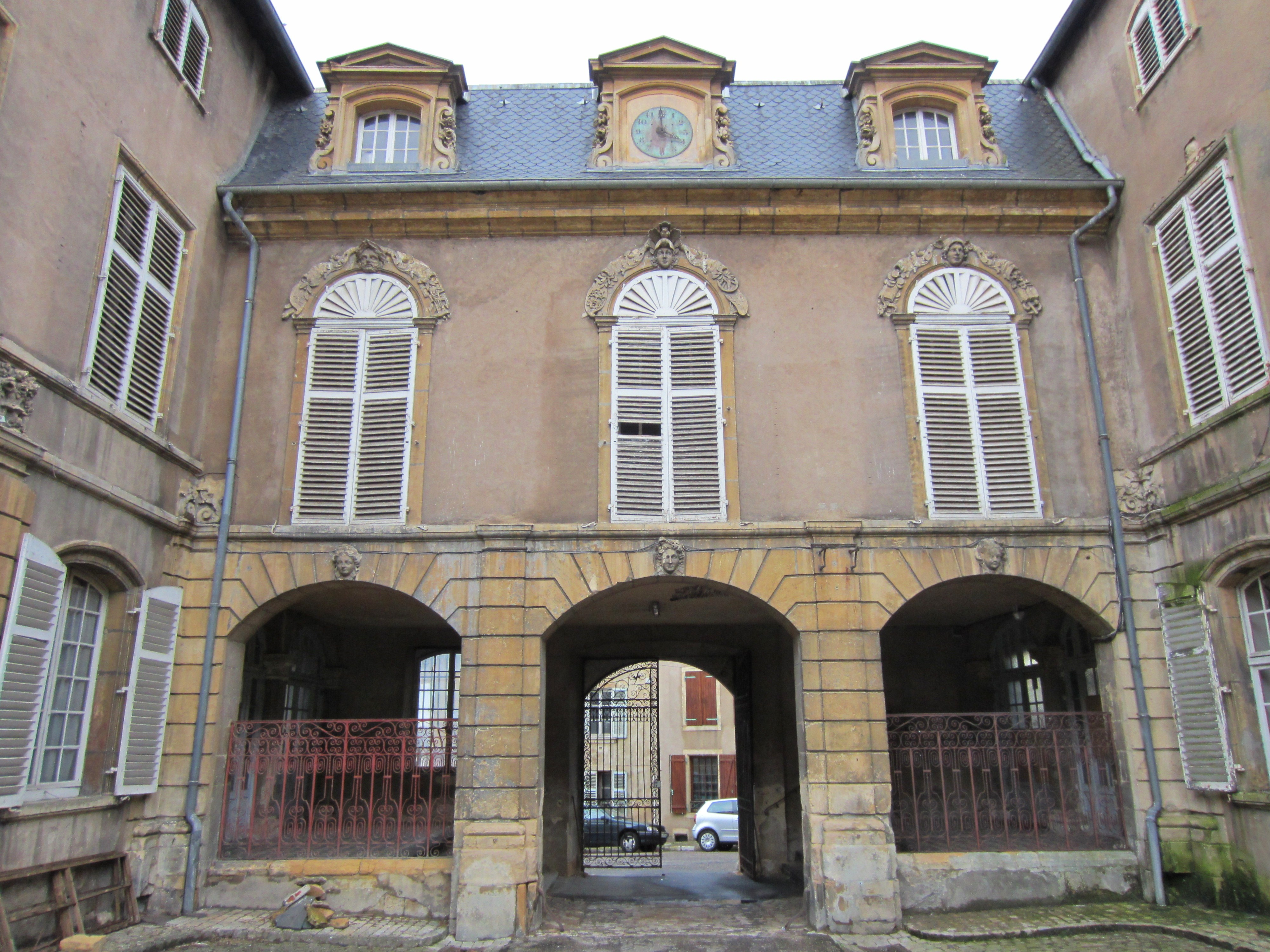
Cour intérieure.
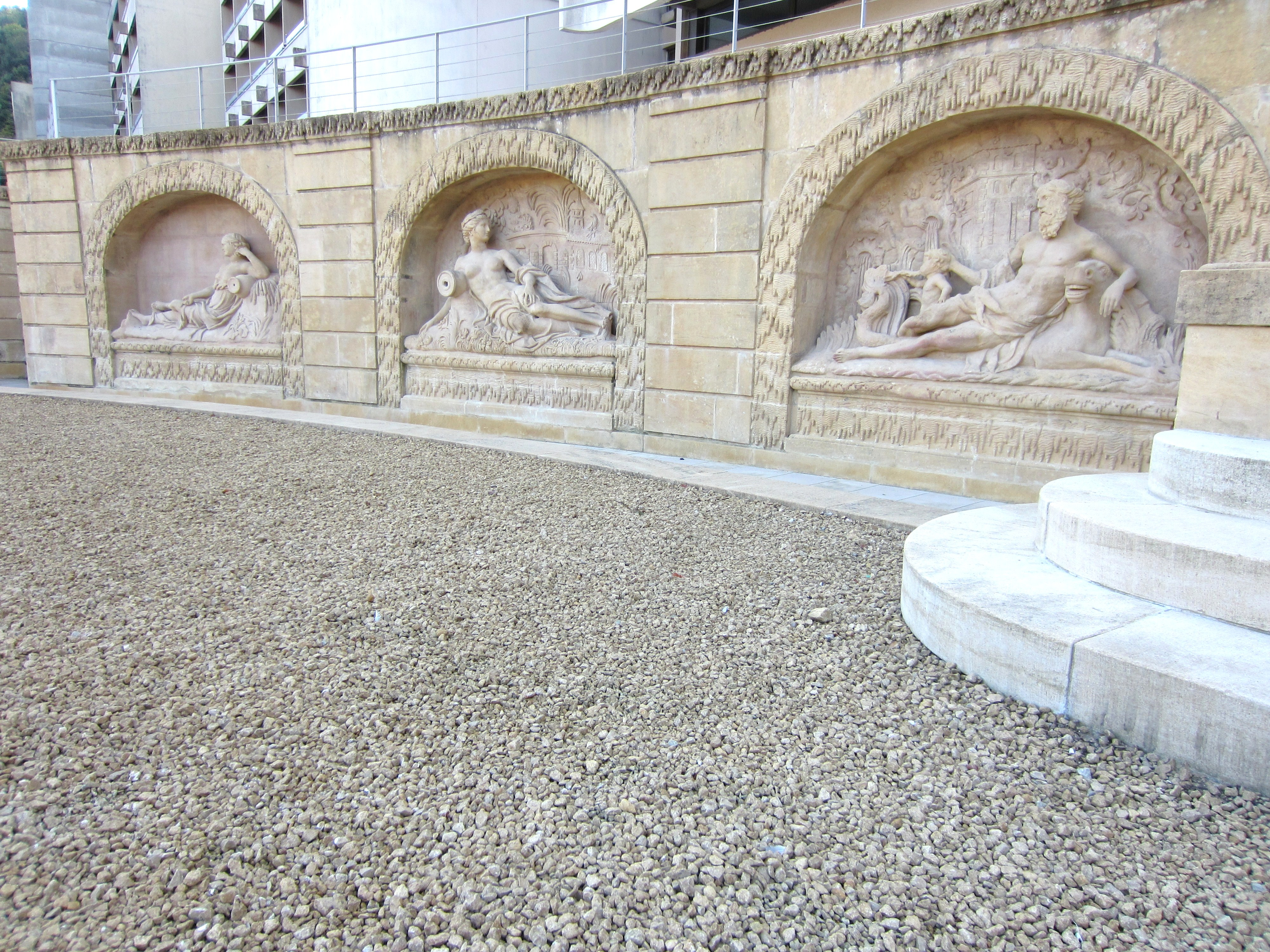
Fontaines du jardin.
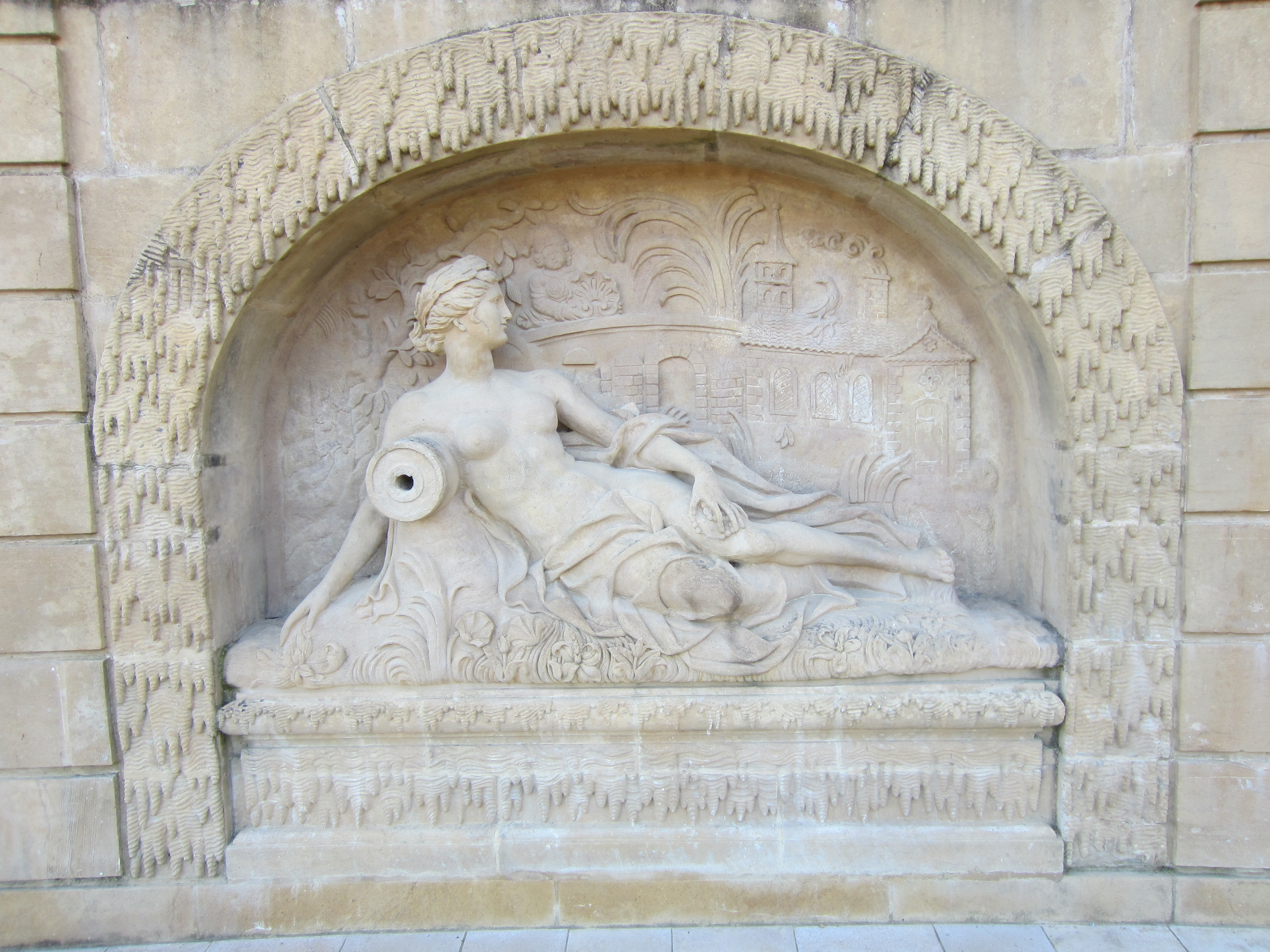
Détail d'une fontaine.

- chapelle Saint-Clément construite en 1603, en mémoire du passage à Gorze de saint Clément, évêque de Metz. À côté de la chapelle, l'autel des lépreux date de 1582 : niche en pierre surmontée d'une croix, servait à dire la messe aux lépreux résidant en face, sur le mont Saint-Blin. La chapelle Saint-Clément, l'oratoire daté 1582, ainsi que la croix dite « Croix aux Loups » sont inscrits au titre des monuments historiques par arrêté du 4 juillet 1997[66].
- chapelle du prieuré Saint-Thiébault, XVe siècle, aujourd'hui centre de spiritualité orthodoxe occidentale.
- croix aux Loups 1607, située dans la forêt (les fidèles y déposaient des petites croix de bois).
- statue de Notre-Dame-de-Gorze, sur le mont Belin. Elle est érigée sur un rocher de 9,25 mètres. Avec le nimbe, la statue mesure 4 mètres ; elle est en fonte, d'un poids de 1 800 kilos. Inaugurée le 16 juin 1868.
- prieuré de 1773, conserve encore dans ses murs un four à pain, un potager et une magnifique alcôve dans les jardins se trouve une pierre de haute justice et son gibet. Actuellement occupé par les locaux de la mairie, de l'office du tourisme et de son musée.

Ancien Prieuré
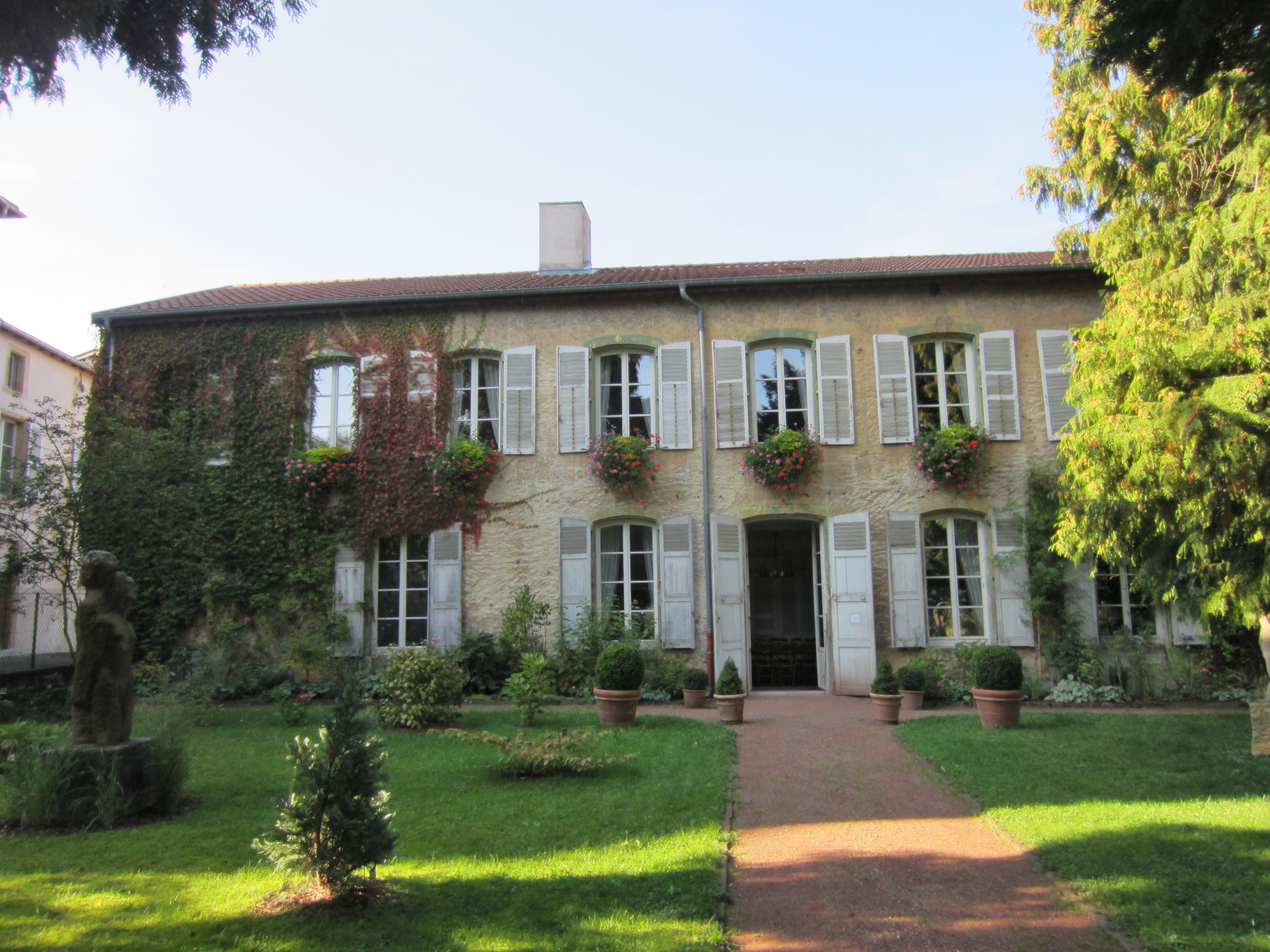
L'ancien prieuré.
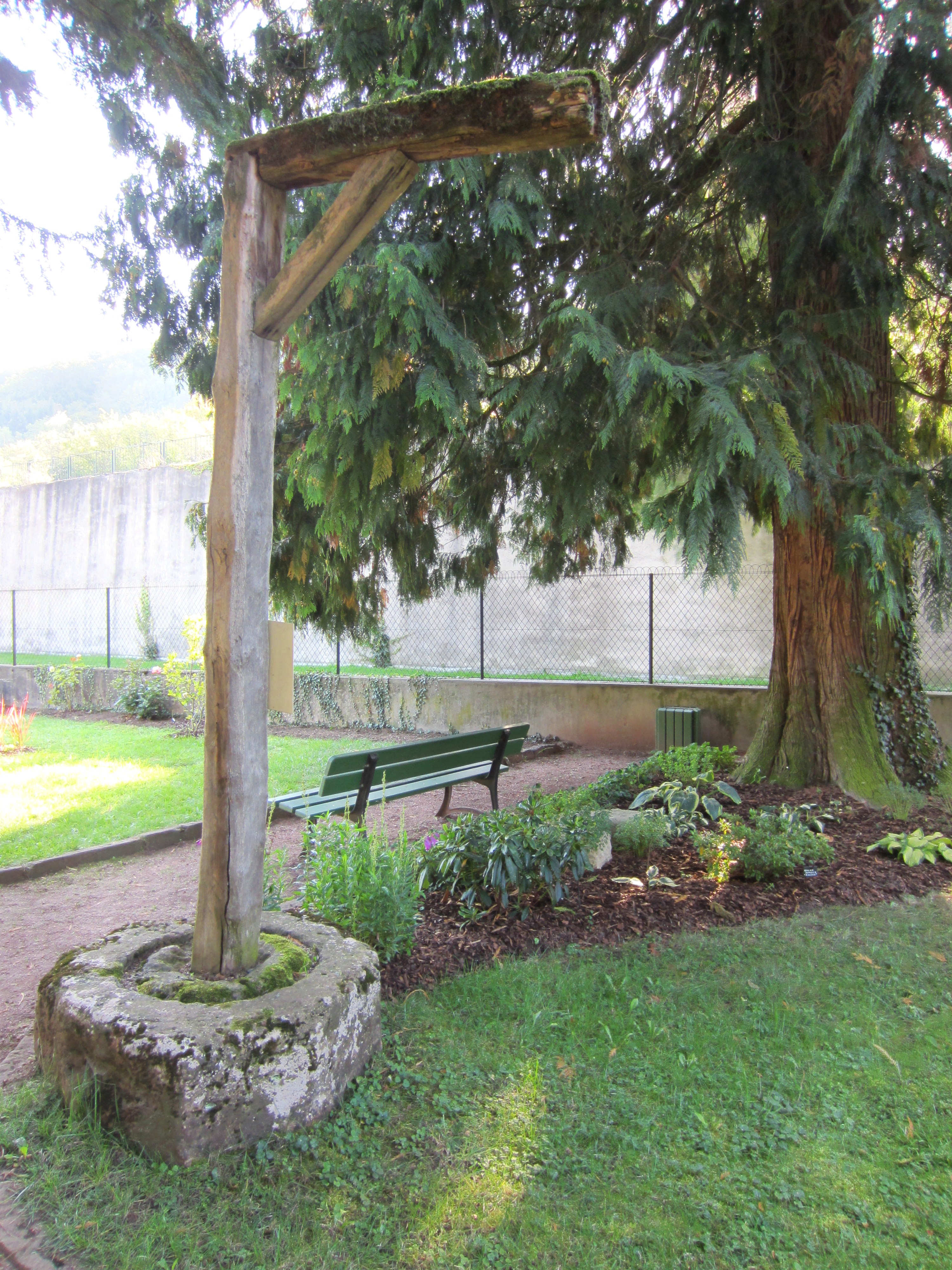
Pierre de justice et son gibet.
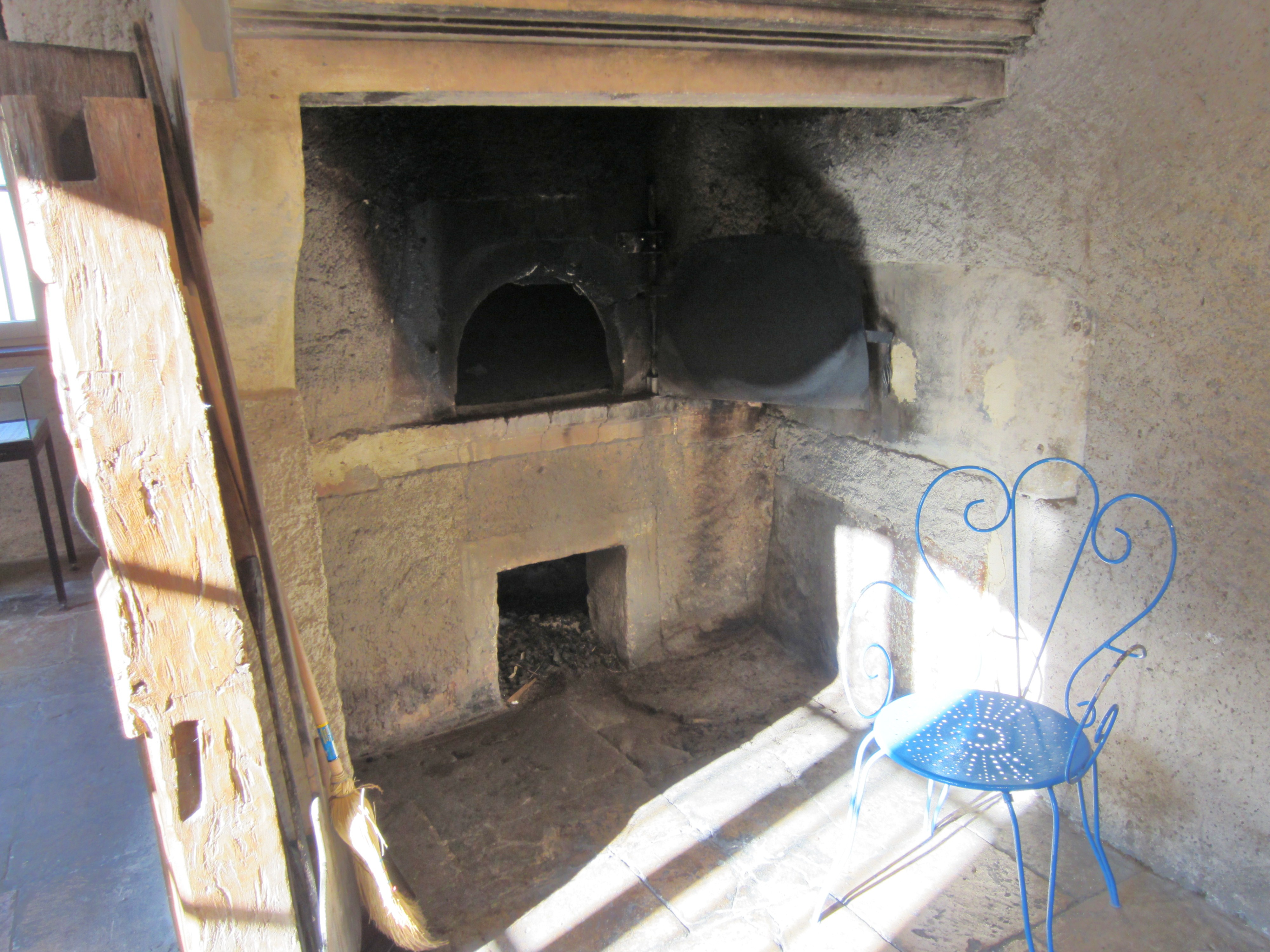
Le four à pain.

### Gastronomie
La tomme de Gorze est un fromage à pâte étuvée, non cuite, qui après avoir été pressée est affiné durant deux semaines à quatre mois. Sa saveur douce et typée est due à l'utilisation d'une présure de brebis-chevreau. Elle est commercialisée plus ou moins jeune, également sous la forme poivrée. Malheureusement cette tome n'est plus produite depuis 2014
.

### Personnalités liées à la commune
- Chrodegang de Metz (712-766), évêque de Metz et fondateur de l’abbaye de Gorze, saint de l’Église catholique ;
- Jean de Gorze (v. 900-974), abbé de Gorze, bienheureux de l’Église catholique ;
- Pierre Richard (1802- 1879), artiste précurseur de l'art brut ;
- Louis Lanternier (1859-1916), architecte appartenant au mouvement de l'école de Nancy ;
- Sylvie Riedle (1969-), coureuse cycliste.

### Héraldique
| Blason de Gorze | Blason  | D'azur à saint Gorgon à cheval d'or, armé de pied en cap, sur une terrasse du même. |
| Blason de Gorze | Détails | Le statut officiel du blason reste à déterminer.                                    |